# Ратушний Михайло Ярославович
Миха́йло Яросла́вович Ратушний (нар. 18 серпня 1962, с. Чернихівці, Збаразького району, Тернопільської області) — Борець за незалежність України у ХХ сторіччі, український політик та громадський діяч.

## Короткий життєпис
Народився 18 серпня 1962 р. в с. Чернихівці, Збаразького району, Тернопільської області в родині учасників національно-визвольних змагань.
1979 — на відмінно закінчив Збаразьку СШ 2 імені Івана Франка
1986 — випускник Луцького педагогічного інституту імені Лесі Українки, 2009 — Київського національного університету імені Тараса Шевченка.
1986—1988 — служба у війську
1988—1990 — вчитель англійської мови в школі села Гнідин, Бориспільського району, Київської області. В цій школі вперше в Україні було запроваджено уроки українознавства.
з 1988 — професійно в політиці. участь в нелегальних культурологічних клубах Києва, член оргкомітету по скликанню установчого з'їзду Народного Руху України, перший заступник голови Київського Краєвого Руху.
1990 — організатор та учасник робітничого та студенського страйкового руху з вимогами виходу України з Союзу.
з листопада 1990 по 25 серпня 1991 року — ув'язнено за участь в маніфестації проти військового параду на Хрещатику в Києві (більше 9 місяців Лукянівської тюрми, сумнозвісна «справа Хмари»).
з 1991 — участь у вільному профспілковому русі (заступник голови Всеукраїнського Об'єднання Солідарності Трудівників) та в організованому націоналістичному Русі (член Проводу Конгресу Українських Націоналістів).
з 1994 по 2002 рік двічі обирався депутатом Верховної Ради України по рідній Тернопільщині
січень 1995 — в розпал російської агресії проти Чечні відвідав Грозний в статусі діючого члена Верховної Ради України, як керівник делегації з надання гуманітарної допомоги чеченському народу.
1996 — активний учасник розробки та прийняття Конституції України 1996 року.

## Політична діяльність
У 1994—2006 роках — народний депутат України 3х скликань:
- 2-ге скликання (березень 1994 — квітень 1998), Збаразький виборчій округ № 361, Тернопільська область. Переміг в І турі (отримав більше 50 % голосів виборців), член комітету по боротьбі з організованою злочинністю і корупцією).

- 3-тє скликання (березень 1998 — квітень 2002), виборчий округ № 164, Тернопільська область. Член Комітету з питань бюджету (липень 1998 — лютий 2000), член Комітету з питань законодавчого забезпечення правоохоронної діяльності (з лютого 2000), голова підкомітету з питань законодавчого забезпечення діяльності органів прокуратури Комітету з питань законодавчого забезпечення правоохоронної діяльності.

- 4-те скликання (березень 2005 — квітень 2006) від Блоку Віктора Ющенка «Наша Україна», № 78 в списку, член РУХу (Українського Народного Руху). Член Комітету з питань європейської інтеграції (з квітня 2005)[4].

З початку 1990-х років був членом КУН, від якого і пройшов у парламент вперше.
Протягом року перебував у фракції ПРП «Реформи-Конгрес» (грудень 1998 — грудень 1999), після чого приєднався до фракції Народного Руху України (з грудня 1999; з квітня 2000 — фракція Українського Народного Руху). У березні-грудні 2005 року перебував у фракції Української Народної Партії.

## Громадська діяльність
21 серпня 2011 року на V Всесвітньому Форумі Українців обраний головою Української всесвітньої координаційної ради.
21 серпня 2016 року на VI Всесвітньому Форумі Українців знову переобраний очільником Української всесвітньої координаційної ради.
25 серпня 2023 року на VII Всесвітньому Форумі Українців обрано головою секретаріату Громадської Спілки «Українська Всесвітня Координаційна Рада» (ГС «УВКР»).
березень 2022 року пішов добровольцем в Київську тероборону при ДФТГ «Щит Василькова»

## Книги
- 2025: «Один із patres patriae»[6]

## Нагороди
- Орден «За заслуги» III ступеня[7].
- Відзнака Президента України — ювілейна медаль «25 років незалежності України» (2016).[8]